# موتور خان محمد کاسه
موتور خان محمد کاسه یک منطقهٔ مسکونی در ایران است که در دهستان پیرسهراب واقع شده‌است. موتور خان محمد کاسه ۱۲ نفر جمعیت دارد.